# Ettore Mambretti

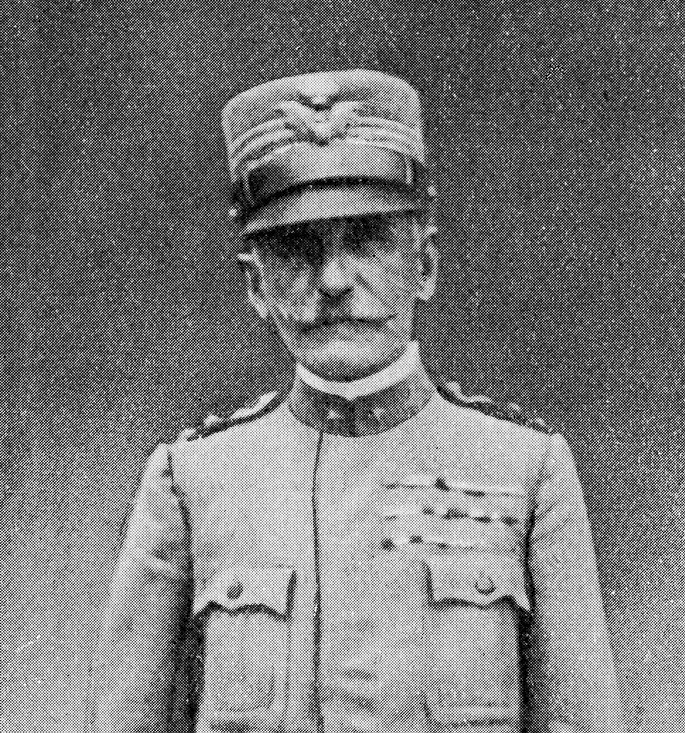
Ettore Mambretti (um 1916)

Ettore Mambretti (geboren 5. Januar 1859 in Binasco; gestorben 12. November 1948 in Rom) war ein italienischer Armeegeneral und Senator des Königreichs.

## Leben
Mambretti besuchte ab 1874 das Militärkollegium in Mailand und wurde im Jahr darauf in die Militärschule in Modena für Offizieranwärter aufgenommen, die er 1877 im Rang eines Sottotenente der Bersaglieri abschloss. Als Hauptmann der Bersaglieri war er Anfang der 1890er Jahre Adjutant des späteren italienischen Generalstabschefs Luigi Cadorna.
Zwischen 1895 und 1896 nahm Mambretti am Italienisch-Äthiopischen Krieg teil. In der Schlacht von Adua wurde er verwundet, mit einer Tapferkeitsmedaille in Bronze ausgezeichnet und wegen besonderer Verdienste auf dem Feld zum Major befördert. 1905 übernahm er als Oberst das Kommando über das 6. Bersaglieri-Regiment. Ein Jahr später wurde er für die Führung seines Regiments ausgezeichnet, als sein Regiment nach der schweren Eruption des Vesuvs im April 1906 der betroffenen Bevölkerung Hilfe leistete.
Nachdem Mambretti 1911 zum Generalmajor befördert worden war, wurde ihm das Kommando der Infanterie-Brigade Pistoia anvertraut, mit der er am Libyenfeldzug teilnahm. Sein von ihm geleiteter Angriff auf das von den Senussi gehaltene Ettangi in der Cyrenaika im anschließenden Feldzug gegen die aufständischen Senussi Mai 1913 entwickelte sich zu einer der schwersten italienischen Niederlagen in Libyen. Die hohen Verluste von über 600 Mann an Toten, Verwundeten und Vermissten lösten in Italien eine politische Debatte über die militärische Führung des Feldzuges und die italienische Kolonialpolitik in Libyen aus.
Die Niederlage brachte ihm den Ruf eines Jettatore ein, daran konnten auch seine späteren mit Erfolg zu Ende geführten Aktionen in Libyen ebenso wenig etwas ändern, wie die erhaltenen Auszeichnungen. Nach seiner Rückkehr nach Italien im April 1915 wurde er zum Generalleutnant befördert. Nach dem italienischen Kriegseintritt in den Ersten Weltkrieg befehligte er im ersten Kriegsjahr die 11. und 3. Infanterie-Division in den  Isonzoschlachten am Unterlauf des Isonzo. Am 1. Mai 1916 übernahm er für wenige Wochen das XX. Armeekorps, bevor er das Kommando an Luca Montuori übergab und ihm von Cadorna das Kommando über sämtliche italienische Truppen auf der Hochebene der Sieben Gemeinden anvertraut wurde, um die Verteidigung auf der Hochebene während der laufenden österreichisch-ungarische Frühjahrsoffensive zu übernehmen. Als Oberbefehlshaber des Comando Truppe Altopiano (CTA) löste er General Clemente Lequio ab, der von Cadorna von diesem Posten enthoben worden war, da Lequio den Rückzug der italienischen Truppen von der Hochebene im Widerspruch zu Cadorna befürwortete. Im Juli 1916 wurde Mambretti zudem mit dem Kommando betraut, das die Verteidigung der sogenannten Frontiera Nord an der Grenze zwischen Italien und der Schweiz aufbauen sollte. Mitte August stellte er nach Ortsbegehungen einen Verteidigungsplan für diesen bislang eher vernachlässigten Grenzabschnitt vor.
Ende November 1916 wurde aus den Mambretti unterstehenden Truppen des CTA die 6. Armee gebildet und Mambretti das Kommando über die neue Armee übergeben. Im Dezember verlieh ihm König Viktor Emanuel III. den Militärorden von Savoyen der Ordensklasse Komtur. Im Januar 1917 wurde ihm außerdem der neu gebildete Stab der im Sommer 1916 aufgelösten 5. Armee anvertraut, der mit der Verteidigungsmaßnahmen an der Schweizer Grenze betraut war. Das Kommando gab er im März wieder ab. Als Armeekommandant der 6. Armee war er zu diesem Zeitpunkt mit der von Cadorna bereits 1916 angestrebten Gegenoffensive auf der Hochebene der Sieben Gemeinden betraut, die im italienischen Fiasko der Ortigara-Schlacht im Juni 1917 endete. Nach Aussagen untergebener Offiziere glaubte Mambretti nicht wirklich an einen Erfolg der Offensive. Einige unglückliche Umstände erschwerten den Verlauf der Operationen, was seinen Ruf als Unglücksvogel noch bestärkte, darunter die schlechten Wetterbedingungen, unter denen der Angriff auf die österreichisch-ungarische Ortigarastellung durchgeführt wurde. Zudem machte Mambretti auch noch persönliche Fehler, indem er beispielsweise die geographischen Gegebenheiten des Angriffsgeländes falsch einschätzte.
Im Juli 1917 enthob Cadorna ihn von seinem Amt als Armeekommandant, um ihn am 4. August 1917 das Kommando der OAFN an der italienisch-schweizerischen Grenze anzuvertrauen. Die vom eigentlichen Kriegsgeschehen weit abgelegene neue Aufgabe hatte er bis Mai 1918 inne, als er von Generalleutnant Corrado Novelli abgelöst wurde.  Bis zum Kriegsende wurde er mit keinem weiteren Kommando mehr betraut. Noch vor Kriegsende wurde er der Territorialreserve als Unterstützungskraft zugeführt. Sein neuer Status wurde 1921 mit der Verleihung des Großkreuzes des Militärordens von Savoyen, des Großkreuzes des Ordens der Krone von Italien, des Großkreuzes des Ritterordens der hl. Mauritius und Lazarus (1922) sowie mit seiner Beförderung zum Armeegeneral 1923 versüßt.
1925 trat er, laut seiner im Archiv des Senats aufbewahrten Personalakte, der Faschistischen Partei bei. 1929 wurde er zum Senator ernannt und 1931 als Armeegeneral in den Ruhestand versetzt. Von 1939 bis August 1943 gehörte er der Senatskommission für nationale Erziehung und Volkskultur an. 1945 beschuldigte ihn der Oberste Gerichtshof, der von der Regierung Bonomi mit der Verfolgung faschistischer Verbrechen beauftragt worden war (italienisch Alta corte di giustizia per le sanzioni contro il fascismo), das faschistische Regime aktiv unterstützt sowie den italienischen Kriegseintritt 1940 in den Zweiten Weltkrieg gefördert zu haben und deshalb für den für Italien katastrophalen Kriegsausgang mitverantwortlich zu sein. Obwohl er sich gegen die seiner Meinung nach ungerechtfertigten Anschuldigen verwehrte, verfiel noch im gleichen Jahr seine Ernennung zum Senator.